# Șacal cu spatele negru
Șacalul cu spatele negru (Lupulella mesomelas), numit și șabracă, este o specie de șacal din familia Canidae, de talie medie originar din estul și sudul Africii. Aceste regiuni sunt separate de aproximativ 900 de kilometri.
Una dintre regiuni include extremitatea sudică a continentului, inclusiv Africa de Sud, Namibia, Botswana și Zimbabwe. Cealaltă zonă se află de-a lungul coastei estice, incluzând Kenya, Somalia, Djibouti, Eritreea și Etiopia. Este listat de IUCN ca fiind neamenințat cu dispariția, datorită ariei sale de răspândire extinsă și adaptabilității.
În comparație cu membrii genului Canis, șacalul cu spatele negru este o specie foarte veche și s-a schimbat puțin din Pleistocen, fiind cel mai bazal canin asemănător lupului, alături de șacalul striat, cu care se înrudește îndeaproape. Este un animal asemănător vulpii cu o blană de culoare maro-roșiatică spre cafeniu și o dungă neagră care se întinde de la umeri până la baza cozii. Este un animal monogam, ai cărui pui pot rămâne în familie pentru a ajuta la creșterea noilor generații de pui. Șacalul cu spate negru are o gamă largă de surse de hrană, hrănindu-se cu animale de dimensiuni mici și medii, precum și cu materii vegetale și deșeuri umane.

## Etimologie
Latinescul mesomelas este un compus format din meso (mijloc) și melas (negru).

## Taxonomie și evoluție
Johann Christian Daniel von Schreber l-a numit Canis mesomelas în 1775, fiind propus ulterior ca genul Lupulella de  Hilzheimer 1906.
Șacalul cu spatele negru a ocupat estul și sudul Africii timp de cel puțin 2-3 milioane de ani, după cum arată depozitele fosile din Kenya, Tanzania și Africa de Sud. Specimenele din siturile fosile din Transvaal sunt aproape identice cu omologii lor moderni, dar au oasele nazale ușor diferite. Deoarece nu au fost găsite fosile la nord de Etiopia, este probabil ca specia să fi avut întotdeauna o distribuție subsahariană. Șacalul cu spatele negru este relativ nespecializat și poate prospera într-o mare varietate de habitate, inclusiv în deșerturi, deoarece rinichii săi sunt bine adaptați la privarea de apă. Cu toate acestea, este mai adaptat la o dietă carnivoră decât ceilalți șacali, după cum o arată foarfeca sa carnasiană bine dezvoltată și lama tăietoare mai lungă a premolarilor.
Juliet Clutton-Brock a clasificat șacalul cu spatele negru ca fiind strâns înrudit cu șacalul striat, pe baza caracterelor craniene și dentare. Studiile privind divergența alozimetrică în cadrul Canidae indică faptul că șacalul cu spatele negru și alți membri ai genului Canis sunt separați de un grad considerabil de distanță genetică. Alte studii arată o diferență mare în ceea ce privește secvențele de ADN mitocondrial între șacalii cu spatele negru și alte specii de "șacali", în concordanță cu o divergență de acum 2,3-4,5 milioane de ani.
O aliniere a secvențelor de ADN mitocondrial (ADNm) pentru canidele asemănătoare lupilor a dat un arbore filogenetic în care șacalul striat și șacalul cu spatele negru sunt cei mai bazali membri ai acestei clade, ceea ce înseamnă că acest arbore indică o origine africană pentru această cladă.
Din cauza acestei divergențe profunde între șacalul cu spatele negru și restul canidelor "asemănătoare lupilor", un autor a propus schimbarea numelui generic al speciei din Canis în Lupulella.
În 2017, relațiile dintre șacali au fost explorate în continuare, un studiu mADN descoperind că cele două subspecii de șacali cu spatele negru au deviat una de cealaltă în urmă cu 2,5 milioane de ani pentru a forma populațiile din Africa de Sud și Africa de Est. Studiul propune că, datorită acestei separări îndelungate, care este mai lungă decât separarea lupului auriu african de descendența lupului, cele două subspecii ar putea justifica un statut de specie separată.
În 2019, un atelier de lucru găzduit de Grupul de specialiști în canide al UICN/SSC recomandă ca, deoarece dovezile ADN arată că șacalul striat (Canis adustus) și șacalul cu spate negru (Canis mesomelas) formează un neam monofiletic care se află în afara cladei Canis/Cuon/Lycaon, acestea să fie plasate într-un gen distinct, Lupulella Hilzheimer, 1906, cu numele Lupulella adusta și Lupulella mesomelas.
Arborele filogenetic pentru canidele asemănătoare lupilor poate oferi poziții contradictorii pentru șacalul cu spatele negru și șacalul striat în raport cu membrii genului Canis, în funcție de faptul că markerii genetici s-au bazat pe ADN mitocondrial sau pe ADN nuclear (din nucleul celulei). Explicația propusă este că introgresia ADN-ului mitocondrial a avut loc de la un strămoș străvechi al Canis în descendența care a dus la șacalul cu spate negru în urmă cu aproximativ 6,2-5,2 milioane de ani.